# 586 î.Hr.
Milenii: Mileniul II î.Hr. - Mileniul I î.Hr. - Mileniul I
Secole: Secolul III î.Hr. - Secolul II î.Hr. - Secolul I

## Evenimente
- 18 iulie: Ierusalimul este cucerit și distrus de Nabucodonosor al II-lea